# Дирин, Николай Петрович
Никола́й Петро́вич Ди́рин (2 (15) июня 1891 год, Санкт-Петербург — 20 декабря 1937) — советский кинорежиссёр, сценарист, участник Гражданской войны в России. Жертва политического террора в СССР.

## Биография
Родился в Санкт-Петербурге. Окончил Нижегородский графа Аракчеева кадетский корпус, Тверское кавалерийское училище, в 1925 году — Государственный техникум экранного искусства в Ленинграде.
В 1917—1921 годах служил в Красной армии; в октябре — декабре 1920 года — начальник штаба 7-й Самарской кавалерийской дивизии имени Английского пролетариата. В 1921 — 1922 годах — помощник инспектора в окружной инспекции Главного управления коннозаводства и коневодства (ГУКОН) при Наркомземе РСФСР, в 1922—1923 годах — член совета Общества конного спорта Петроградского военного округа.
С 1924 года в кино; работал режиссёром-практикантом, помощником режиссёра на кинофабрике «Севзапкино». В 1925—1933 годах — помощник режиссёра, режиссёр Ленинградской кинофабрики «Совкино» (с 1930 года — «Союзкино»). Ассистировал в съёмочных группах режиссёров В. К. Висковского, Ч. Г. Сабинского, М. С. Донского, ассистент режиссёра кинофильмов «Девушка с далёкой реки» (1927), «Мой сын» (1928), «Хабу» (1928), «Человек с портфелем» (1929), «Чужой берег» (1930). Директор группы кинофильма «Моя родина», помощник начальника военного сектора Ленинградской кинофабрики «Союзкино» (1933). В 1933—1937 годах — режиссёр кинофабрики №1 «Союзтехфильм» (с 1936 года — Ленинградской кинофабрики научно-учебных и технических фильмов «Лентехфильм»).
Арестован 3 ноября 1937 года. Приговорён 11 декабря 1937 года Комиссией НКВД и прокурора СССР по статьям 58-6, 58-8 и 58-11 УК РСФСР к ВМН. Расстрелян 20 декабря 1937 года.
Реабилитирован 11 ноября 1959 года.

## Фильмография

### Режиссёр
- 1929 — А почему так? / Бузотёр (совместно с А. Ларионовым)
- 1930 — Весёлая война / Зарядка  (совместно с П. Вейсбрёмом)
- Вред болот (короткометражный)[11]
- Организация труда в колхозе (короткометражный)[11]

### Сценарист
- 1928 — Мой сын / Сын / Старое держит (совместно с Е. Червяковым, Ю. Громовым)

### Актёр
- 1924 — Красные партизаны[21]
- 1924 — Чай[22]